# Very Large Telescope

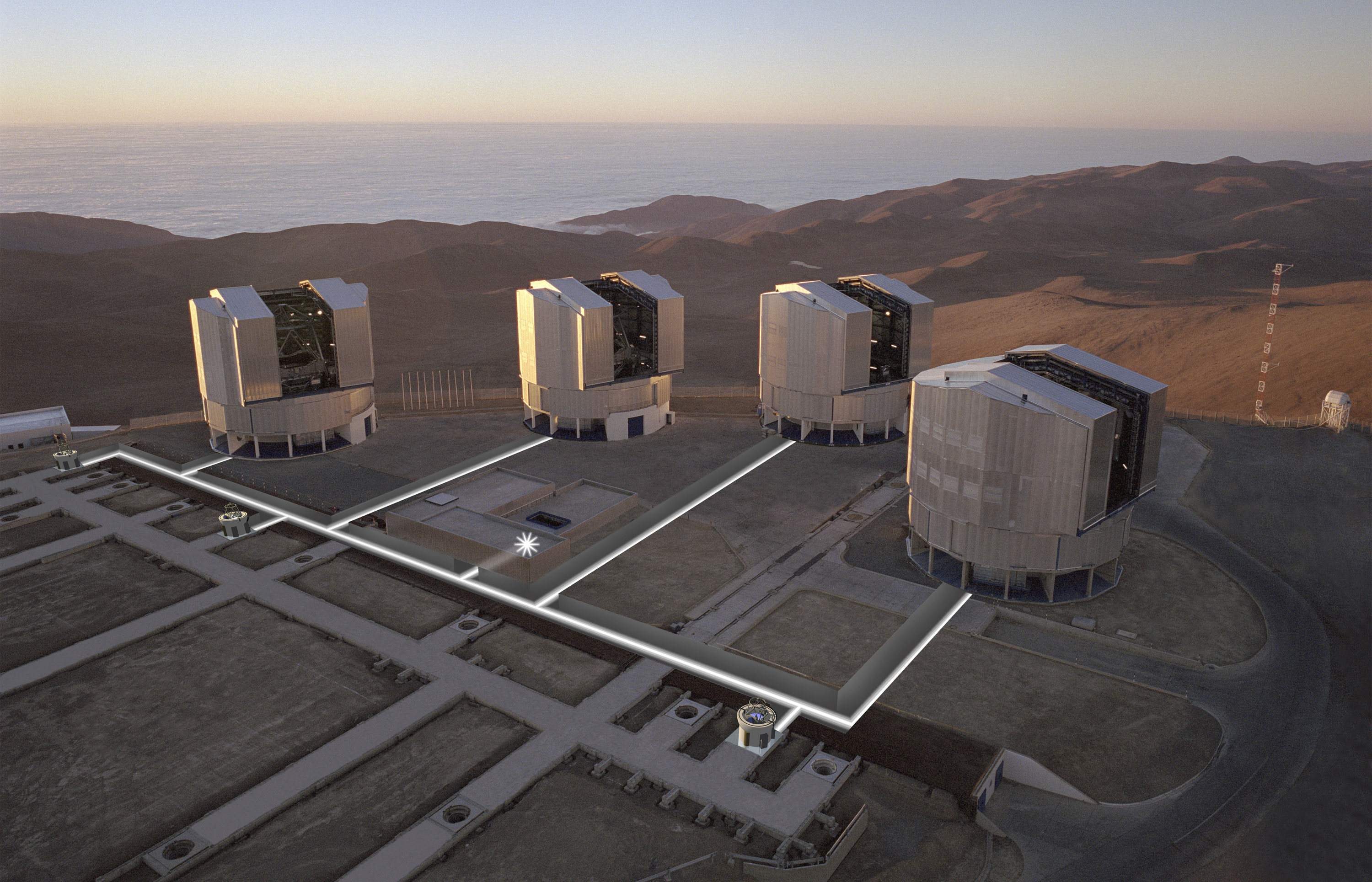
ESO:s fyra teleskop vid Paranal.

Panorama 360° av natthimlen över Cerro Paranal. Ljusbågen är Vintergatan.

Very Large Telescope, ("Väldigt stort teleskop"), VLT, är ett sammansatt optiskt teleskop, bestående av fyra 8,2-metersteleskop placerade i en formation. Teleskopen kan arbeta både självständigt och samordnat. I det senare fallet motsvarar den totala spegelytan ett 16-metersteleskop, vilket gör VLT till det största optiska teleskopet i världen. I anläggningen ingår en interferometer, som ger möjlighet till extra hög upplösning för relativt ljusstarka objekt. 
VLT drivs av Europeiska sydobservatoriet.
VLT ligger vid Paranalobservatoriet på berget Cerro Paranal, 2 635 meter över havet i Region de Antofagasta, norra Chile. De fyra ingående teleskopen är döpta till Antu, Kueyen, Melipal och Yepun efter den chilenska ursprungsbefolkningen Mapuches ord för solen, månen, Södra korset respektive Venus.
Uppföljaren Extremely Large Telescope som ska ha en diameter av 39 meter byggs i närheten.